# استپان کوریانوف
استپان کوریانوف (روسی: Степан Михайлович Курьянов؛ زادهٔ ۷ دسامبر ۱۹۹۶ ‏(۲۸ سال)) دوچرخه‌سوار اهل روسیه است.
از باشگاه‌هایی که در آن بازی کرده‌است می‌توان به گازپروم–روس‌ولو اشاره کرد.